# Lasionycta membrosa
Lasionycta membrosa är en fjärilsart som beskrevs av Morrison 1875. Lasionycta membrosa ingår i släktet Lasionycta och familjen nattflyn. Inga underarter finns listade i Catalogue of Life.